# Zebraprinia
Zebraprinia (Prinia bairdii) är en fågel i familjen cistikolor inom ordningen tättingar.

## Utseende och läte
Zebraprinia är en karakteristisk och udda prinia med kraftigt tvärbandad undersida, därav namnet. Fåglar i bergstrakter i östra delen av utbredningsområden uppvisar mörk strupe. Noterbart är vita vingband och fläckar under stjärten. Sången består av en serie med metalliska "plink".

## Utbredning och systematik
Zebraprinia delas in i fyra underarter med följande utbredning:
- bairdii-gruppen
  - Prinia bairdii bairdii – förekommer i sydöstra Nigeria (Cabinda), nordöstra Kongo-Kinshasa och västra Uganda
  - Prinia bairdii heinrichi – förekommer i nordvästra Angola (Cuanza Norte)
- melanops-gruppen
  - Prinia bairdii obscura – förekommer i högländer från östra Kongo-Kinshasa till västra Uganda, Rwanda och Burundi
  - Prinia bairdii melanops – förekommer i Kenya (väster om Rift Valley)

### Familjetillhörighet
Cistikolorna behandlades tidigare som en del av den stora familjen sångare (Sylviidae). Genetiska studier har dock visat att sångarna inte är varandras närmaste släktingar. Istället är de en del av en klad som även omfattar timalior, lärkor, bulbyler, stjärtmesar och svalor. Idag delas därför Sylviidae upp i ett antal familjer, däribland Cisticolidae.

## Levnadssätt
Zebraprinian hittas i skogar, främst kring öppningar och skogsbryn. Där håller den sig ofta dold i undervegetationen.

## Status och hot
Arten har ett stort utbredningsområde, men tros minska i antal, dock inte tillräckligt kraftigt för att den ska betraktas som hotad. Internationella naturvårdsunionen IUCN listar arten som livskraftig (LC).

## Namn
Fågelns vetenskapliga artnamn hedrar den amerikanske ornitologen Spencer Fullerton Baird (1823-1887). Prinia kommer av Prinya, det javanesiska namnet för bandvingad prinia (Prinia familiaris).